# De Corpo e Alma (álbum)
De Corpo e Alma é um álbum de estúdio do cantor sertanejo Leonardo, lançado em 31 de maio de 2006. Foi o primeiro álbum lançado pela Universal Music, após sua saída da Sony BMG. O álbum contém 15 faixas, entre elas destacam-se "De Corpo e Alma", "De Latinha na Mão" (que contou com a participação de Zeca Pagodinho) e "Sinhá Moça", música tema da novela homônima que ficou como faixa bônus do disco. O álbum foi indicado ao Grammy Latino na categoria de Melhor Álbum de Música Romântica e ficou em 1º lugar no ranking dos álbuns mais vendidos de São Paulo entre os dias 7 e 10 de julho.

## Informações sobre o álbum

### Desenvolvimento e estilo
A escolha do repertório, segundo o cantor, levou cerca de dois anos, de muita análise de quase 300 músicas até chegar no resultado final. Produzido por César Augusto, De Corpo e Alma resgata o clima alegre e brejeiro dos tempos da dupla Leandro & Leonardo, mas também traz as baladas e o country-pop-rock que marcam a carreira solo do cantor. E a escolha resultou num repertório bem popular, cheio de músicas que agradaram ao seu público fiel.

### Compositores e músicas
Entre todos os compositores que enviaram músicas, quem levou o grande prêmio foi o goiano Jairo Góes, que ao lado de seus parceiros, assinou três músicas no álbum. Uma delas foi a própria "De Latinha na Mão", primeiro single do álbum, que teve a participação de Zeca Pagodinho e obteve um videoclipe. Outra foi "Por Toda Vida", sucesso da banda sertaneja goiana Nechivile, regravada também pelas duplas João Pedro & Cristiano e Gian & Giovani.
Várias músicas do álbum De Corpo e Alma trazem de volta o clima Leandro & Leonardo, como é o caso da divertida "Meto o Pé na Cara Dele" (Nilton Lamas, o compositor da clássica "Entre Tapas e Beijos"). Também estão nesse grupo o bailão "Alô Goiás" (Jean Spagnol) e a romântica "Idas e Voltas" (escrita por Paulo Debétio e Paulinho Rezende e terceiro single do álbum), bem como "Uma Palavra Só" (César Augusto e Piska). 
Duas versões de músicas cantadas originalmente em espanhol se destacam no álbum: "Talvez" (versão de César Augusto e Nil Bernardes), sucesso de Ricky Martin, e "De Corpo e Alma" (versão de Lucimar), que dá nome ao disco e foi o segundo single do álbum. O repertório latino, sempre presente na carreira solo de Leonardo, reforça a presença que a música romântica tem na carreira do artista, que hoje está acima de rótulos e definições. Outro destaque é "Disk Paixão", de César Lemos, ex-integrante do grupo The Fevers. Michael Sullivan (que também foi integrante do The Fevers e é autor de inúmeros sucessos), assinou duas belas canções românticas: "Quando Um Homem Ama Demais" e "Me Ame ou Me Deixe".
Leonardo também gravou canções de grandes nomes da nossa música, como Paulo Sérgio Valle - parceiro de Nenéo em "Uma Festa Todo Dia" (quarto single do álbum e regravação do grupo de pagode Negritude Júnior) – e Bozzo Barretti, Marcelo Barbosa, Guarabyra e Vitor Martins, que compuseram "Sinhá Moça", sucesso na trilha sonora da novela da Rede Globo.

### DVD
O DVD, que faz parte do álbum, foi gravado nos Estúdios Transamérica, em São Paulo, no dia 19 de abril de 2006, para um público de 50 pessoas, contendo 6 músicas do CD e a regravação de seu sucesso com Leandro "É Por Você Que Canto", todas interpretadas em voz e violão, e ainda o videoclipe oficial do sucesso "De Latinha na Mão", que ficou como extra do DVD.
O "pocket show", acompanhado de perto pelo produtor César Augusto e que contou com a participação dos músicos Ney Marques e Elias Almeida, foi realizado para uma plateia muito especial: fãs do cantor que, em sua maioria, nunca tiveram a oportunidade de estar perto do ídolo. O clima intimista aproximou artista e plateia. Ver Leonardo cantando é sempre uma festa, já que seu bom humor nunca deixa a peteca cair, mesmo quando é obrigado a repetir uma faixa, fato comum em qualquer gravação. Além do mais, mostra como a alegria é um ingrediente constante na carreira de um intérprete que está sempre de bem com a vida e com a música, seja em um estúdio, nas TVs ou nos palcos.
No final do DVD, quando são exibidos os créditos, traz todas as piadas e histórias que Leonardo contou entre as gravações de uma faixa e outra, bem como as gozações bem-humoradas com os companheiros de trabalho, estilo que faz dele um dos artistas mais amados não só pelo grande público, mas também por todos que têm a sorte de com ele trabalhar.

## A capa
No lançamento do disco De Corpo e Alma, o sertanejo Leonardo elogiou a capa de seu novo álbum. "É uma das melhores de minha carreira", disse. Em seguida, porém, ele entregou. A imagem do artista com um violão nas costas foi "copiada" de uma foto de divulgação do filme Johnny & June. "É uma cópia mesmo, mas não sabia não. Tudo bem. Tem o ator de um lado e este atormentado do outro", brincou Leonardo. A recriação seguiu fielmente o original do filme, que conta a história do cantor Johnny Cash e tem Joaquin Phoenix como protagonista. Até a rua com pedrinhas, a posição do violão nas costas e a gola levantada do paletó foram cuidadosamente inseridas na capa do disco nacional.

## Faixas
| CD  |                                                               |                                                              |         |  |
| N.º | Título                                                        | Compositor(es)                                               | Duração |  |
| 1.  | "Uma Festa Todo Dia"                                          | Nenéo / Paulo Sérgio Valle                                   | 3:50    |  |
| 2.  | "De Latinha na Mão" (participação especial de Zeca Pagodinho) | Jairo Góes / Rivanil / Everton Matos                         | 3:06    |  |
| 3.  | "Uma Palavra Só"                                              | César Augusto / Piska                                        | 3:27    |  |
| 4.  | "Meto o Pé na Cara Dele"                                      | Nilton Lamas                                                 | 2:36    |  |
| 5.  | "Talvez (Talvez)"                                             | Franco de Vita - versão: César Augusto / Nil Bernardes       | 4:11    |  |
| 6.  | "Alô Goiás"                                                   | Joan Spagnol                                                 | 3:19    |  |
| 7.  | "Idas e Voltas"                                               | Paulinho Rezende / Paulo Debétio                             | 3:59    |  |
| 8.  | "Náufrago Ilhado"                                             | Bruno Aragão / Alexandre Goião                               | 3:20    |  |
| 9.  | "Quando Um Homem Ama Demais"                                  | Michael Sullivan / Carlos Colla                              | 4:06    |  |
| 10. | "De Corpo e Alma (Cuidarte El Alma)"                          | Marc Durandeau / Chris Zalles - versão: Lucimar              | 4:10    |  |
| 11. | "Disk Paixão"                                                 | César Lemos / Karla Aponte                                   | 3:32    |  |
| 12. | "Por Toda Vida"                                               | Jairo Góes / Rivanil / Everton Matos                         | 4:52    |  |
| 13. | "Me Ame Ou Me Deixe"                                          | Michael Sullivan / Paulo Massadas                            |         |  |
| 14. | "Mania Nacional"                                              | Jairo Góes / Rivanil / Sérgio Porto                          | 4:44    |  |
| 15. | "Sinhá Moça" (Faixa Bônus)                                    | Bozzo Barretti / Marcelo Barbosa / Guarabyra / Vitor Martins | 4:10    |  |

| DVD |                                                |                                                              |         |  |
| N.º | Título                                         | Compositor(es)                                               | Duração |  |
| 1.  | "Uma Palavra Só"                               | César Augusto / Piska                                        | 3:19    |  |
| 2.  | "Meto o Pé na Cara Dele"                       | Nilton Lamas                                                 | 2:40    |  |
| 3.  | "Alô Goiás"                                    | Joan Spagnol                                                 | 2:39    |  |
| 4.  | "Idas e Voltas"                                | Paulinho Rezende / Paulo Debétio                             | 3:31    |  |
| 5.  | "Disk Paixão"                                  | César Lemos / Karla Aponte                                   | 3:18    |  |
| 6.  | "Sinhá Moça"                                   | Bozzo Barretti / Marcelo Barbosa / Guarabyra / Vitor Martins | 4:15    |  |
| 7.  | "É Por Você Que Canto (The Sounds of Silence)" | Paul Simon - versão: Cilinha / João Viola                    | 2:05    |  |

| Extra (Videoclipe) |                                                               |                                      |         |  |
| N.º                | Título                                                        | Compositor(es)                       | Duração |  |
| 8.                 | "De Latinha na Mão" (participação especial de Zeca Pagodinho) | Jairo Góes / Rivanil / Everton Matos | 3:06    |  |

## Certificações
| País          | Certificação | Data | Certificado de vendas |
| ------------- | ------------ | ---- | --------------------- |
| Brasil - ABPD | Platina      | 2007 | 100.000               |